# Girolamo da Treviso
Girolamo da Treviso detto il Giovane (Treviso, 1498 – Boulogne-sur-Mer, settembre 1544) è stato un pittore e secondariamente un incisore, scultore ed ingegnere bellico italiano, attivo durante il Rinascimento. Dai posteri fu soprannominato il Giovane per distinguerlo dal pittore Girolamo da Treviso il Vecchio.

## Biografia

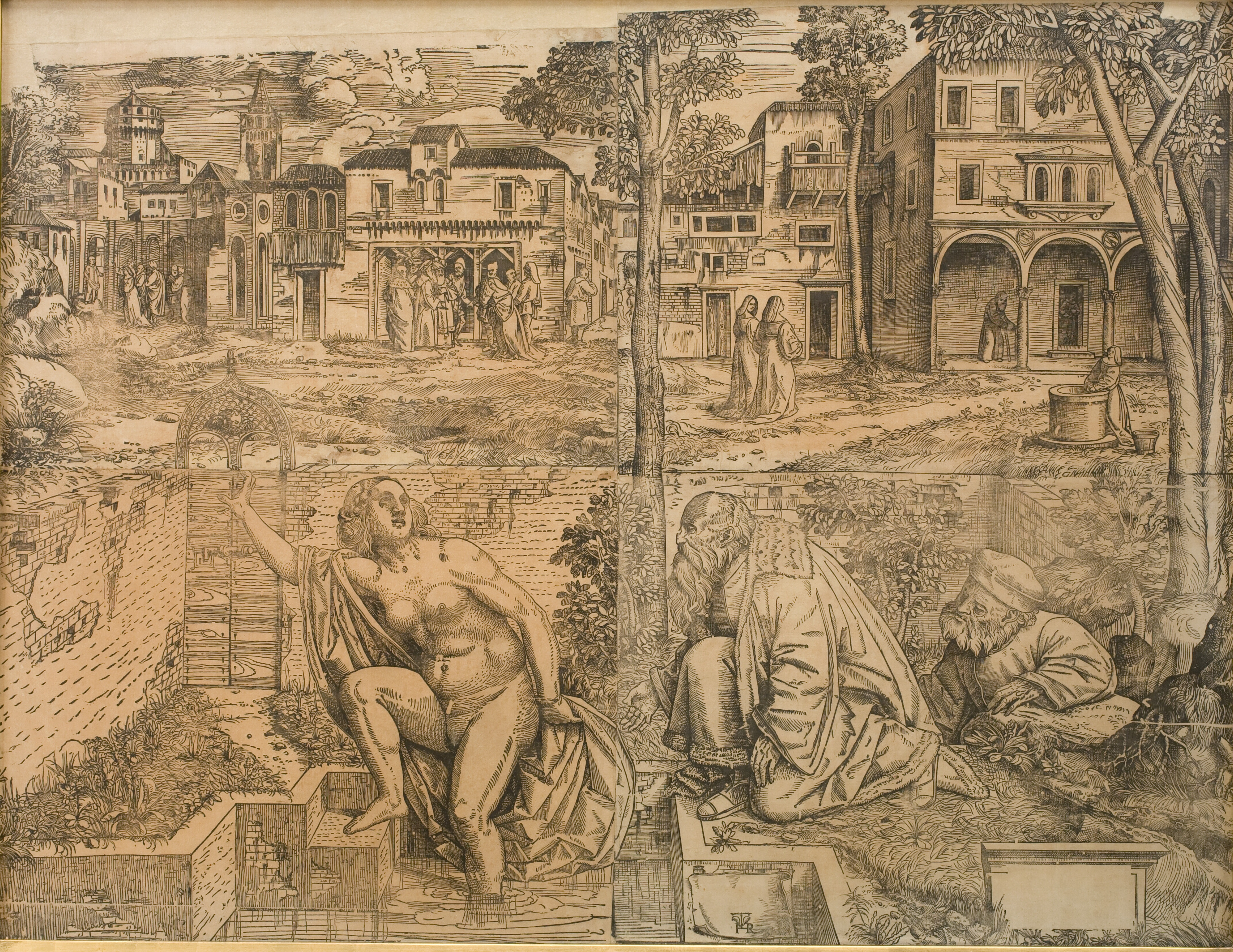
Susanna e i vecchioni, 1515 ca.

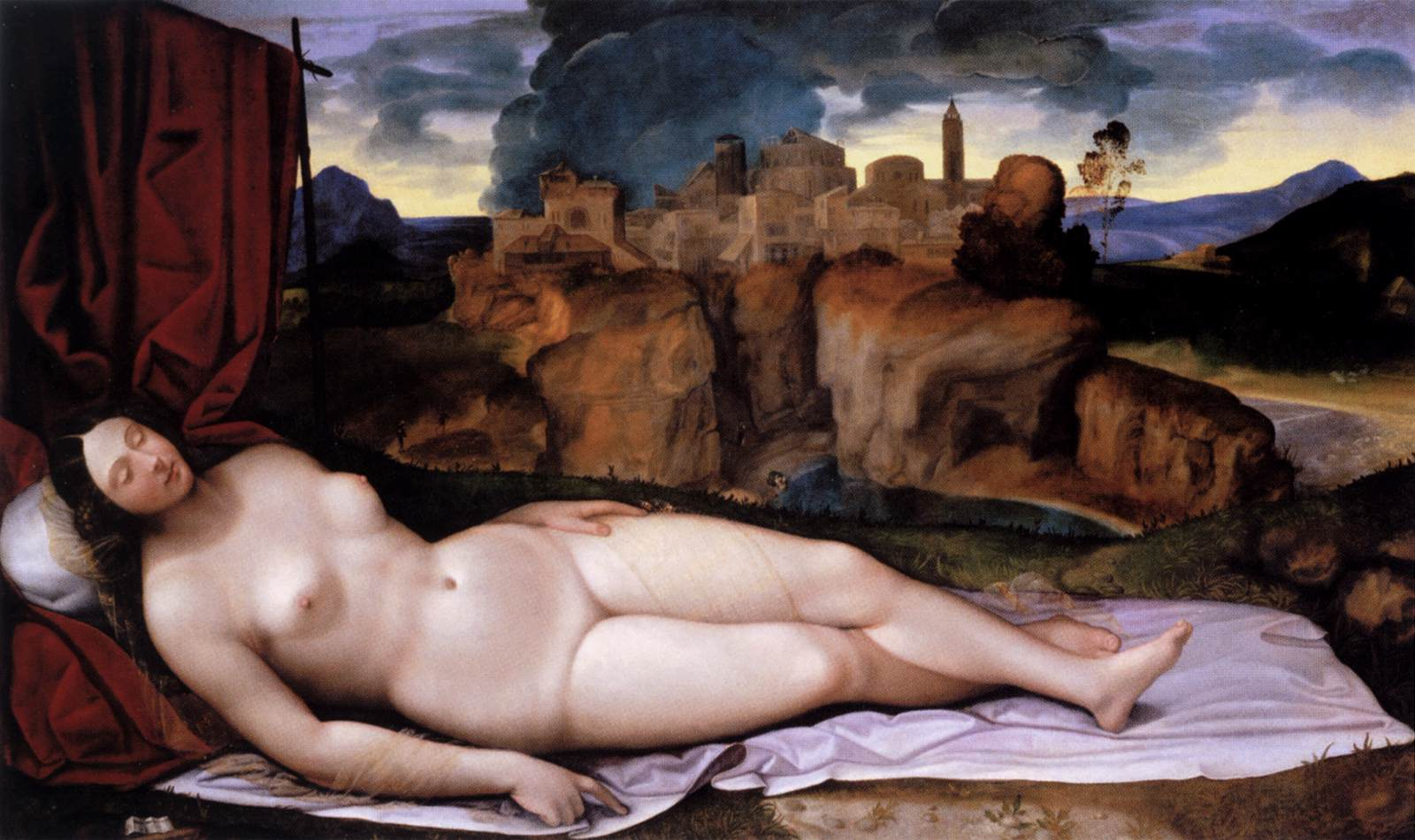
Venere dormiente, 1523 ca.

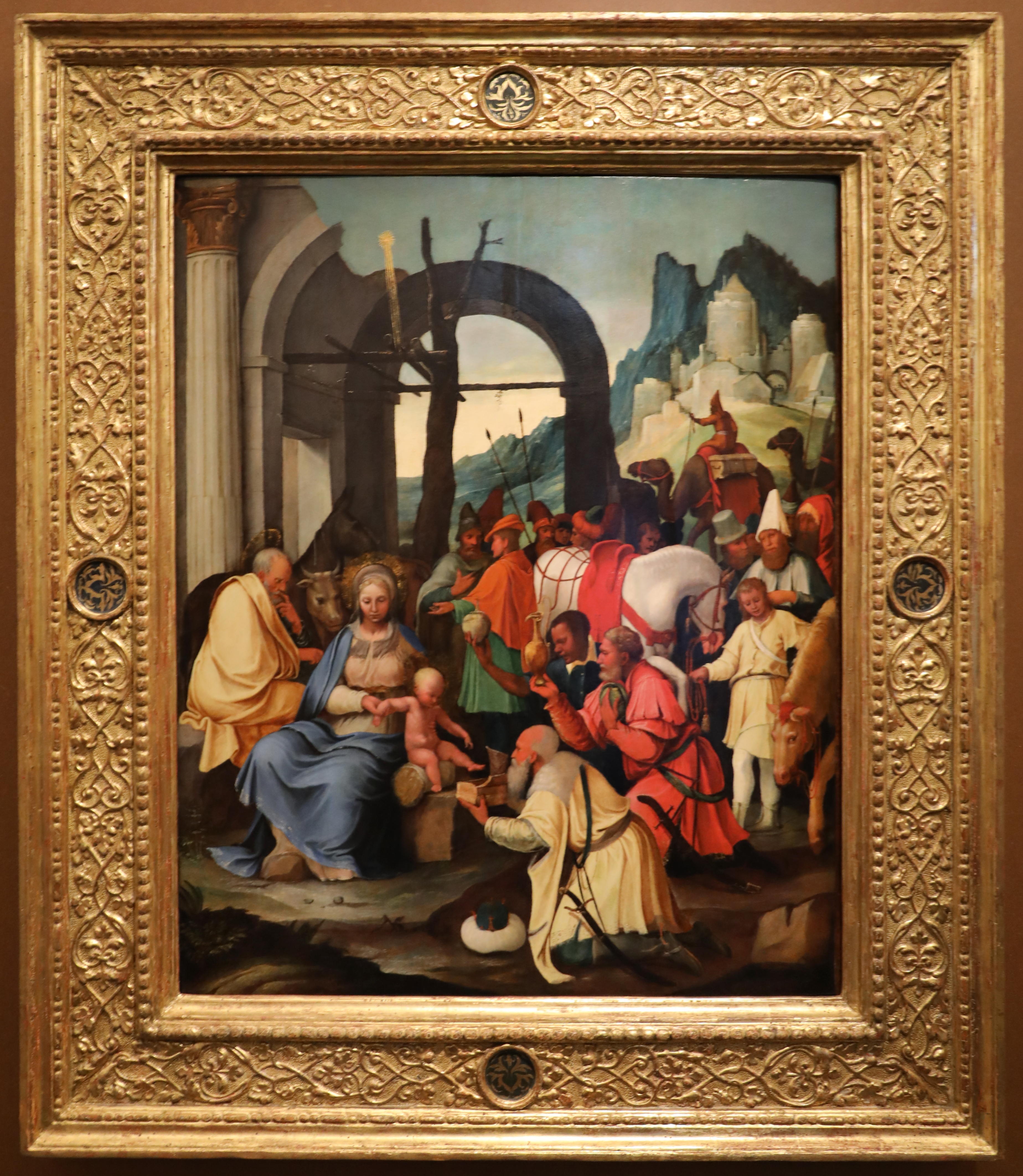
Adorazione dei Magi, 1520-25 ca.

Nato a Treviso, si ritiene sia stato allievo di Pier Maria Pennacchi.
Il primo periodo di attività lo svolse nel campo dell'editoria a Venezia, epoca a cui risale la xilografia Susanna e i vecchioni.
Successivamente si trasferì a Bologna, dove realizzò i Miracoli di sant'Antonio e i bassorilievi per la porta minore della Basilica di San Petronio.
Dopo un breve soggiorno a Genova,
rientrò a Bologna nel 1528 per realizzare la Sacra Conversazione nella chiesa di San Domenico, dove manifestò influenze sia raffaellesche sia parmigianinesche.
Ma l'opera dove evidenziò maggiormente il linguaggio artistico veneto fu la Madonna con i santi Gerolamo e Caterina, ora al Museo di Varsavia.
Si recò anche in Inghilterra alla corte di Enrico VIII dove dipinse per il re un'allegoria protestante, custodita oggi nella Royal Collection, in cui il Papa viene lapidato dai quattro Evangelisti.
Sempre per il sovrano inglese lavorò come ingegnere militare e morì colpito da una cannonata nel 1544 durante l'assedio di Boulogne.
Il monogramma "HRTV" che compare su vari dipinti, ad indicare Hieronimus Tarvisius o Trevisus, è oggi riconosciuto come firma di Girolamo da Treviso, mentre in passato era stato attribuito a Giovanni Gerolamo Savoldo.